# Flottatjärnen, Medelpad
Flottatjärnen är en sjö i Ånge kommun i Medelpad och ingår i Ljungans huvudavrinningsområde. Sjön har en area på 0,151 kvadratkilometer och ligger 367,3 meter över havet. Sjön avvattnas av vattendraget Brännbergsån.

## Delavrinningsområde
Flottatjärnen ingår i det delavrinningsområde (691652-151844) som SMHI kallar för Ovan 691593-151978. Medelhöjden är 404 meter över havet och ytan är 2,07 kvadratkilometer. Det finns inga avrinningsområden uppströms utan avrinningsområdet är högsta punkten. Brännbergsån som avvattnar avrinningsområdet har biflödesordning 3, vilket innebär att vattnet flödar genom totalt 3 vattendrag innan det når havet efter 98 kilometer. Avrinningsområdet består mestadels av skog (76 procent). Avrinningsområdet har 0,15 kvadratkilometer vattenytor vilket ger det en sjöprocent på 7,2 procent.